# Victor Ortiz
Victor Ortiz (ur. 31 stycznia 1987 w Garden City) – amerykański bokser, były zawodowy  mistrz świata wagi półśredniej organizacji WBC.

## Kariera amatorska
Uprawianie boksu rozpoczął bardzo wcześnie, w wieku siedmiu lat. W wieku siedemnastu lat był kandydatem do reprezentacji olimpijskiej na IO 2004. Przegrał rywalizację z Vicente Escobedo.

## Kariera zawodowa
Karierę zawodową rozpoczął 4 czerwca 2004. Do marca 2009 stoczył 26 walk, z których wygrał 24. W tym czasie zdobył lokalne tytuły WBA NABO i USBA w kategorii lekkopółśredniej. 
27 czerwca 2009, w Los Angeles, stanął do pojedynku z  Argentyńczykiem Marcosem Rene Maidaną o tymczasowy tytuł mistrza WBA w wadze półśredniej przegrywając przez techniczny nokaut w szóstej rundzie. W następnych walkach m.in. pokonał byłego mistrza IBF, WBO oraz WBA w kategorii lekkiej Nate Campbella na punkty oraz wygrał z byłym mistrzem WBA w wadze lekkopółśredniej Vivianem Harrisem z Gujany przez nokaut w trzeciej rundzie.
Zwycięstwa umożliwiły mu stanąć do pojedynku o tytuł mistrz świata organizacji WBC w wadze półśredniej z Andre Berto, którego pokonał 16 kwietnia 2011 jednogłośną decyzją po zaciętym pojedynku w którym obaj byli dwukrotnie liczeni, Ortiz w drugiej i szóstej a Berto w pierwszej i szóstej. Tytuł stracił już w pierwszej obronie 17 września 2011 gdy został znokautowany w czwartej rundzie przez Floyda Mayweathera Jr..